# ATR (телеканал)
ATR — український державний кримськотатарський місцевий телеканал, що спеціалізується на мовленні для жителів Криму.
Розпочав мовлення з міста Сімферополь у вересні 2006 року. Внаслідок незаконної анексії та подальшої окупації Криму Росією робота каналу була заблокована окупаційною російською владою, тож він припинив мовлення 31 березня 2015 року. Керівництво вирішило врятувати канал, перенісши його до неокупованої Росією материкової України. Із 17 червня 2015 канал веде мовлення з Києва.
Гасла телеканалу — «Перший кримськотатарський телеканал» та «Про схід для заходу та про захід для сходу».

## Мова мовлення
Станом на лютий 2016 року заявлене телеканалом мовлення відбувалося наступними мовами: кримськотатарською й турецькою (35 % та 15 % відповідно), українською (30 %) та російською (20 %).

## Мова інтерфейсу сайту
З часу заснування телеканалу у 2006 році й до 2015 року офіційний вебсайт телеканалу atr.ua не мав україномовної локалізації інтерфейсу. Після того як з 2016 року ATR, залишаючись приватною компанією, став фактично на 100 % фінансуватися з українського бюджету, його власники додали опцію україномовного інтерфейсу, яка була на сайті з кінці 2015 й по кінець 2018 року. Починаючи з 2018 року офіційний інтерфейс сайту телеканалу atr.ua має лише російськомовний інтерфейс.

## Поширення сигналу
| Супутник         | Стандарт | Частота, МГц | Швидкість | Поляризація       | FEC | Формат зображення | Кодування |
| ---------------- | -------- | ------------ | --------- | ----------------- | --- | ----------------- | --------- |
| Astra 4A (4.8°E) | DVB-S2   | 11766        | 30000     | горизонтальна (H) | 2/3 | MPEG-4            | FTA       |

## Телепередачі
Перелік оригінальних телепередачі телеканалу ATR за мовою:
Російськомовні телепередачі
- PRIME
  - PRIME Муждабаєв (2018-донині)
  - PRIME: Мацарський (2017—2018)
  - PRIME: Скрипін (2017—2018)
  - PRIME: Бабченко (2017—2018)
  - PRIME: Бондаренко (2017—2018)
- MENIMCE: Казанський (2017—2018)
- Бізнес вісник (рос. Бизнес весник)
- Маестро (рос. Маэстро)
- Прогулянки по Криму (рос. Прогулки по Крыму)
- Гравітація (рос. Гравитация)
- Політична історія з Гульнарою Бекіровою (рос. Политическая история с Гульнарой Бекировой)

Турецькомовні телепередачі
- Saba
- Aqsam
- Kopum
- Dizayn Efendi
- Altın devir
- Ana tili — Vatan tili
- Aqqım bar
- Aqşam masalı
- Balçoqraq
- Bizim aile
- Bu afta
- Ezan sedası
- Küneş nurları
- Lezzetli sofra
- MızMızlar
- Tarih sedası
- Tatlı ses
- Yırla‚ sazım

Кримськотатарськомовні телепередачі
- Zaman / Netice кримськотатарською
- Bugün

Українськомовоні телепередачі
- Zaman / Новини українською

## Керівництво
Генеральні директори телеканалу:
- З травня 2011 року по травень 2014 року: Ельзара Іслямова
- З травня 2014 — донині: Ленур Іслямов

З липня 2015 року заступником гендиректора телеканалу ATR став журналіст Айдер Муждабаєв.

## Власники
Засновником та першим власником телеканалу «ATR» був Іса Хайбуллаєв, який створив його на базі викупленого ним у 2004 році ТОВ Телевізійна компанія «АТЛАНТ-СВ». Однак у жовтні-листопаді 2011 року Хайбуллаєв продає 93 % компанії «АТЛАНТ-СВ» Ленуру Іслямову, залишивши собі лише невелику міноритарну частку.
Через кілька років Іслямов наростив свою частку й станом на 2017 рік він був власником вже 97,3 % акцій ТОВ Телевізійна компанія «АТЛАНТ-СВ» (куди зараз входять радіо «Мейдан» (кримськ. Meydan), телеканали «АТР» (кримськ. ATR) та телеканал «Ляле» (кримськ. Lale); решту ж 2 % ділять між собою міноритарні власники — Рефат Чубаров (1,6 %), Мавілє
Ісмаілова (1 %) та Іса Хайбуллаєв (0,065 %). ТОВ Телевізійна компанія «АТЛАНТ-СВ» Ленура Іслямова також володіє радіо «Лідер» (кримськ. Lider), однак його доля після окупації Криму Росією в 2014 році невідома (сайт радіостанції не працює з 2014 року).
Мажоритарний власник компанції «АТЛАНТ-СВ» Ленур Іслямов з 2015 року відмовляється виконувати вимогу українського закону про прозорість власності медіа, та не публікує щорічної інформацію про власників на вебсайтах компанії (atr.ua, meydan.fm та lale.ws). Через це компанія «АТЛАНТ-СВ» змушена була заплатити штраф Нацраді з ТВ та радіо у 2017 році. Після сплати штрафу у 2017 році Іслямов лише раз, у 2018 році, опублікував інформацію про структуру власності станом на 2017 рік, однак опісля ця інформація (що має публікуватися щорічно) не була опублікована у жодному з наступних років.

## Історія

### Заснування
Юридична компанія ТОВ Телевізійна компанія «АТЛАНТ-СВ», яке володіє телеканалом «ATR», була заснована 25 лютого 1994 року у селищі Октябрське Красногвардійського району Криму. Відтоді з 1994 року у Криму почав мовити однойменний місцевий телеканал «АТЛАНТ-СВ», аж поки у 2004 році компанію ТК «АТЛАНТ-СВ» не викупив Іса Хайбуллаєв. Хайбуллаєв вирішив змінити концепцію каналу й на базі ТОВ ТК «АТЛАНТ-СВ» створив у Сімферополі у 2005 році спочатку радіо Meydan", а згодому у 2006 році телеканал «ATR», обоє з концепцією мовлення в першу чергу, як кримськотатарськомовне медіа. Тестове мовлення ATR розпочав 1 вересня 2006 року.

### Переслідування з боку Росії та закриття
У зв'язку з принциповою позицією редакції та журналістів каналу, спрямованою на висвітлення реальної ситуації з правами кримськотатарського народу на окупованих територіях Криму, російська влада неодноразово погрожувала відключенням каналу та, зокрема, в кінці січня 2015 року, вилучила сервер каналу, що унеможливило трансляцію передач каналу ATR.
31 березня 2015 року телеканал припинив мовлення у Криму, оскільки окупаційна російська влада не надала ліцензії кримськотатарським ЗМІ, зокрема й ATR, на подальшу роботу, попри численні подачі документів. Заступник генерального директора телеканалу Ліля Буджурова зазначила, що рішення про закриття телеканалу ATR вдарило не по телеканалу, а по всьому народу:, того же дня приблизно 100 осіб вийшло на протести проти закриття ATR
1 квітня 2015 року, наступного дня після припинення мовлення, усі співробітники телеканалу вийшли на робочі місця. За повідомленням генерального директора Ельзари Іслямової, телеканал вироблятиме документальні фільми.
2 серпня 2019 року Кримське управління ФСБ РФ тимчасової окупаційної влади РФ в Криму порушило кримінальну справу проти Гульсум Халілової за «участь у збройному формуванні на території іноземної держави». Так званий «суд» заочно обрав для журналістки запобіжний захід у вигляді утримання під вартою та оголосив її в міжнародний розшук.

### Переїзд з Сімферополя у Київ та відновлення роботи
1 квітня 2015 року міністр культури Кириленко заявив, що хоче дати ATR можливість мовити в Україні. Цього ж дня Президент Порошенко доручив відновити мовлення телеканалу.
У травні 2015 року ATR відновив мовлення в інтернеті. Зі слів представників телеканалу, такий формат мовлення не заборонений російським законодавством, але окупаційна влада все одно чинить перешкоди в діяльності журналістів у Криму.
Ввечері 17 червня 2015 року канал відновив мовлення з Києва в супутниковій мережі.